# Кам'яниця Грацівська
Кам'яниця Грацівська, кам'яниця Гуттетерівська — житловий будинок на площі Ринок, 18 у Львові, пам'ятка архітектури.

## Історія

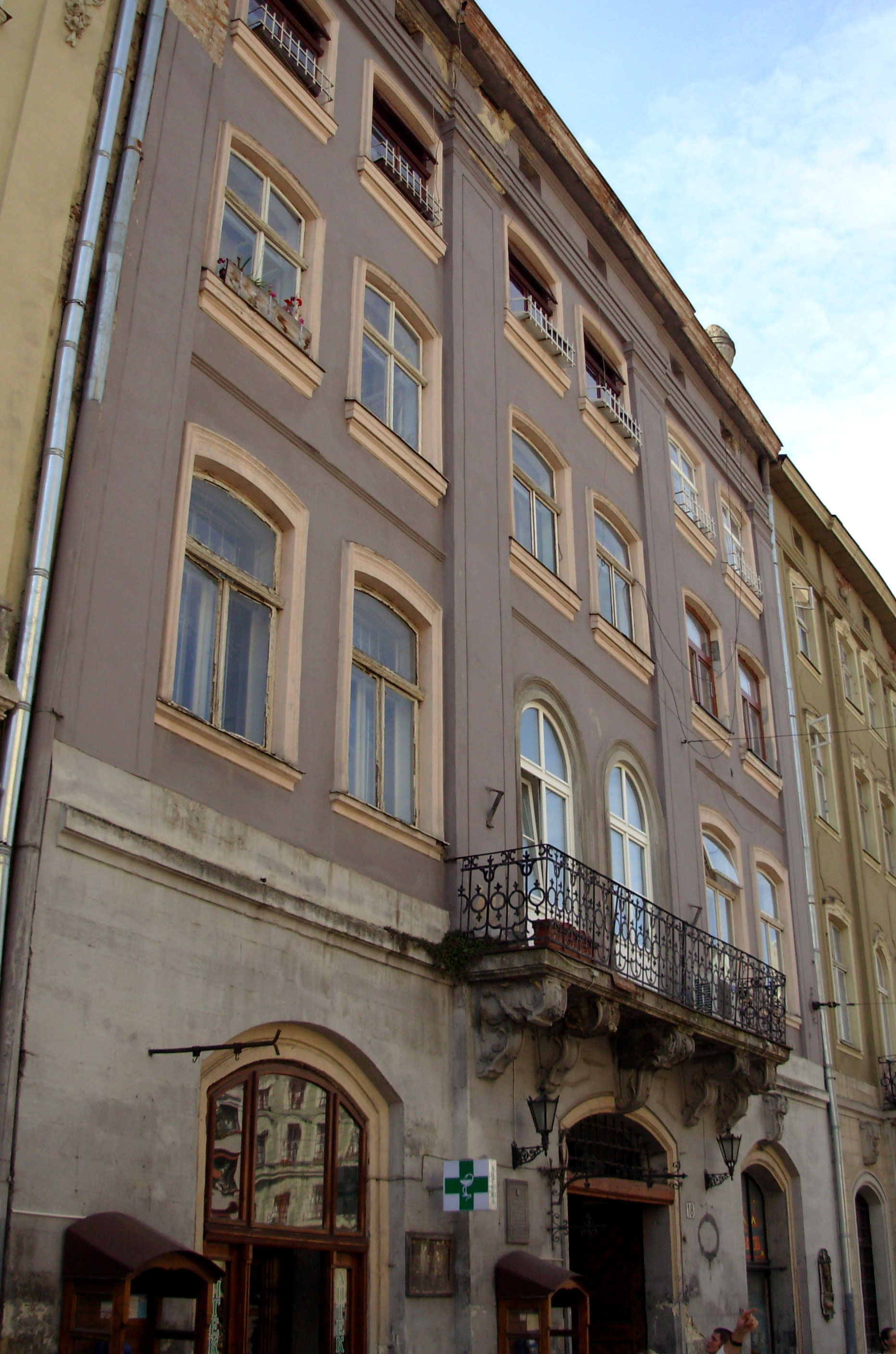
Кам'яниця у 2009 році

Будинок збудований у 1533 році, перебудований у 1777.
У 2016—2017 роках фасад будинку реставрували.

## Архітектура
Будинок цегляний, тинькований, прямокутний у плані, чотириповерховий.
На першому поверсі збереглися готичні склепіння.
Пласкі пілястри розчленовують фасад на три поля, що відповідає внутрішньому плануванню.
Вікна прикрашені глибоко профільованими обрамленнями, на другому поверсі — балкон з декоративною металевою решіткою.